# NGC 5437
NGC 5437 ist eine linsenförmige Galaxie mit aktivem Galaxienkern vom Hubble-Typ SB0-a im Sternbild Bärenhüter und circa 313 Millionen Lichtjahre von der Milchstraße entfernt.
Sie wurde, zusammen mit den benachbarten Galaxien NGC 5436 und NGC 5438, am 28. Juni 1883 von Wilhelm Tempel bei einer einzigen Beobachtung entdeckt. Eine zweite Entdeckung und daraus resultierend einen Eintrag als IC 4365 folgte am 12. Mai 1896 durch Guillaume Bigourdan.